# Шафран (рід)
Шафра́н (Crocus) — рід трав'янистих багаторічних рослин родини півникових.
Відомо 70 видів, поширених переважно на Середземномор'ї; на території України — 9.
Шафран посівний вирощують як джерело прянощів і як фарбувальну рослину; використовується в народній медицині як болезаспокійливий і сечогінний засіб.
Потребує відкритого сонячного місця і проникного, легкого ґрунту.

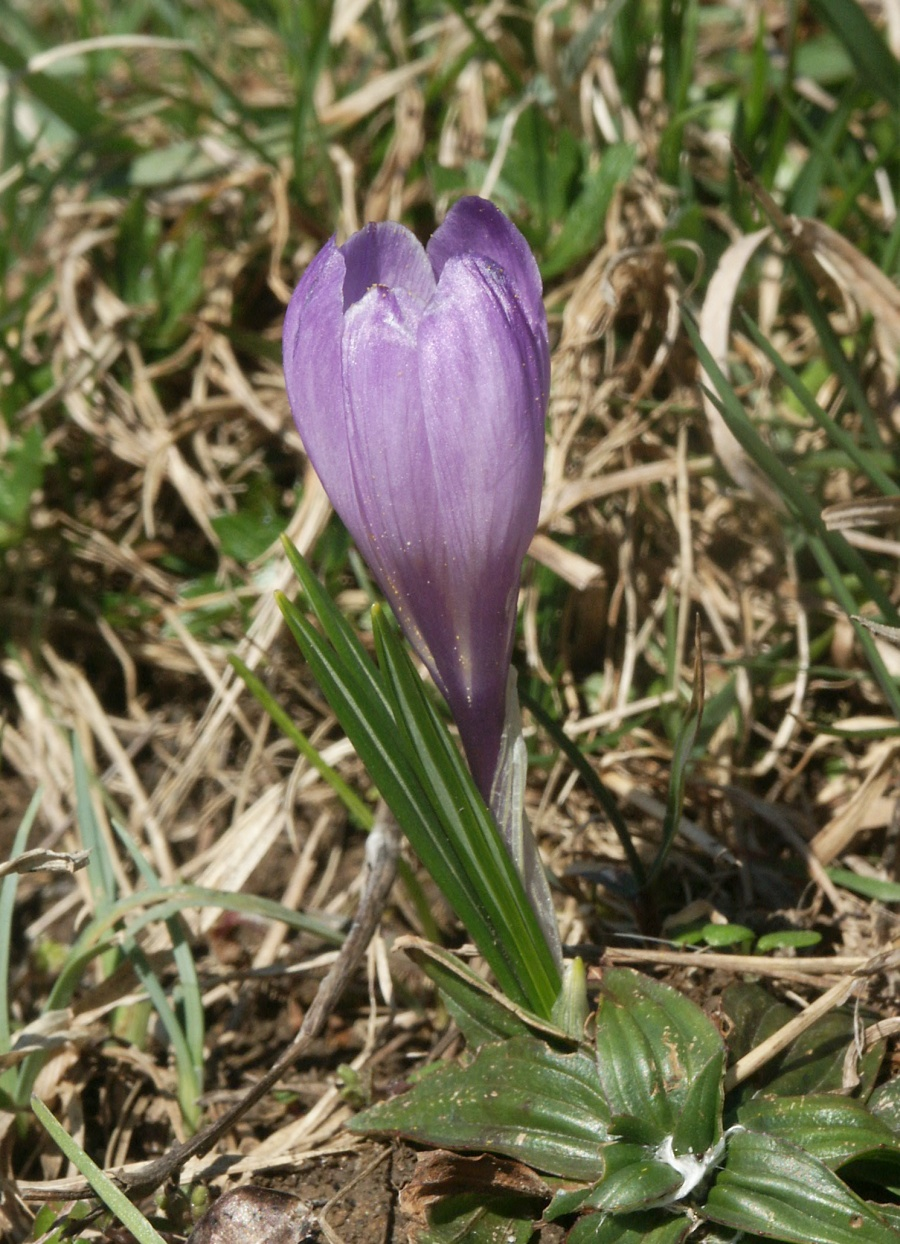
Crocus vernus

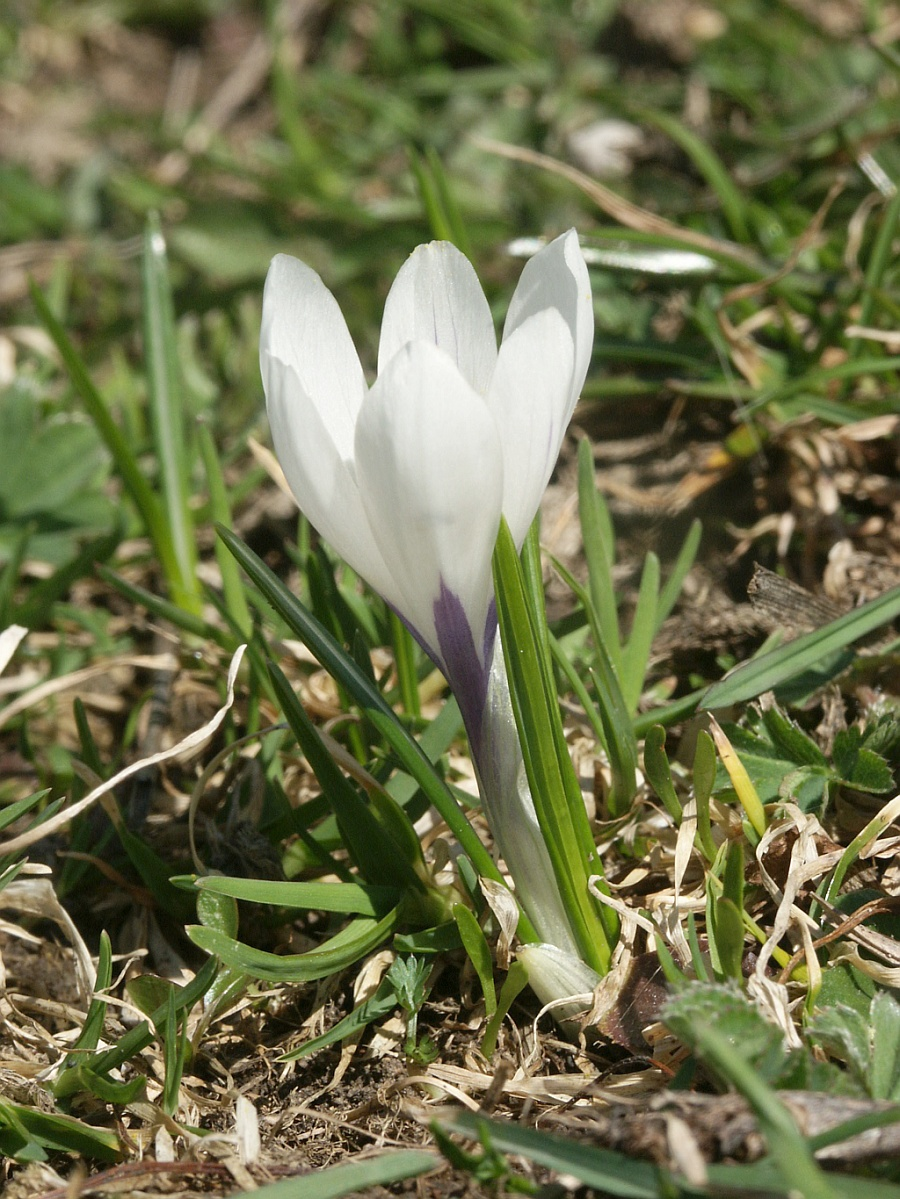
Crocus vernus albiflorus

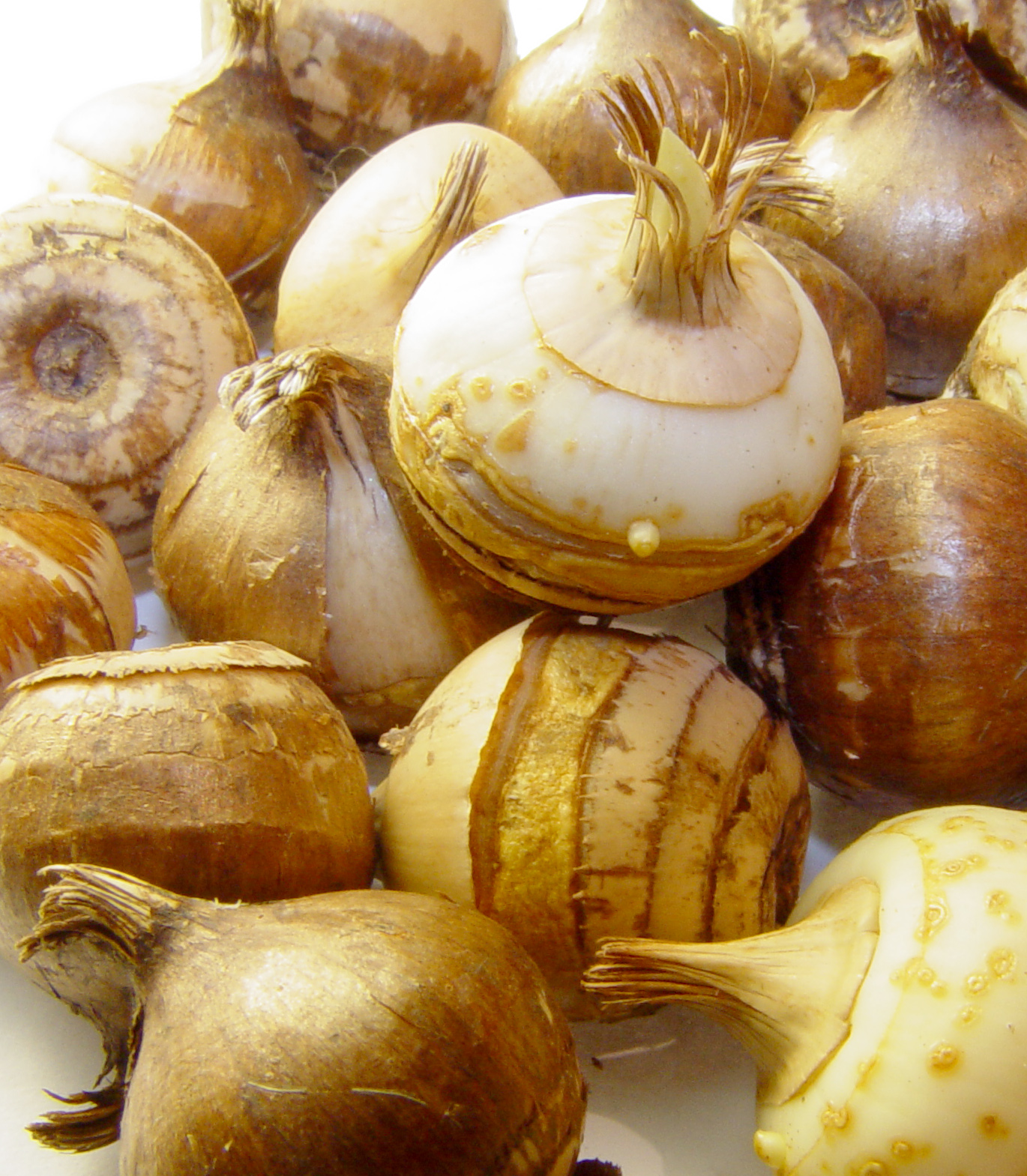
Бульбоцибулини Crocus chrysanthus

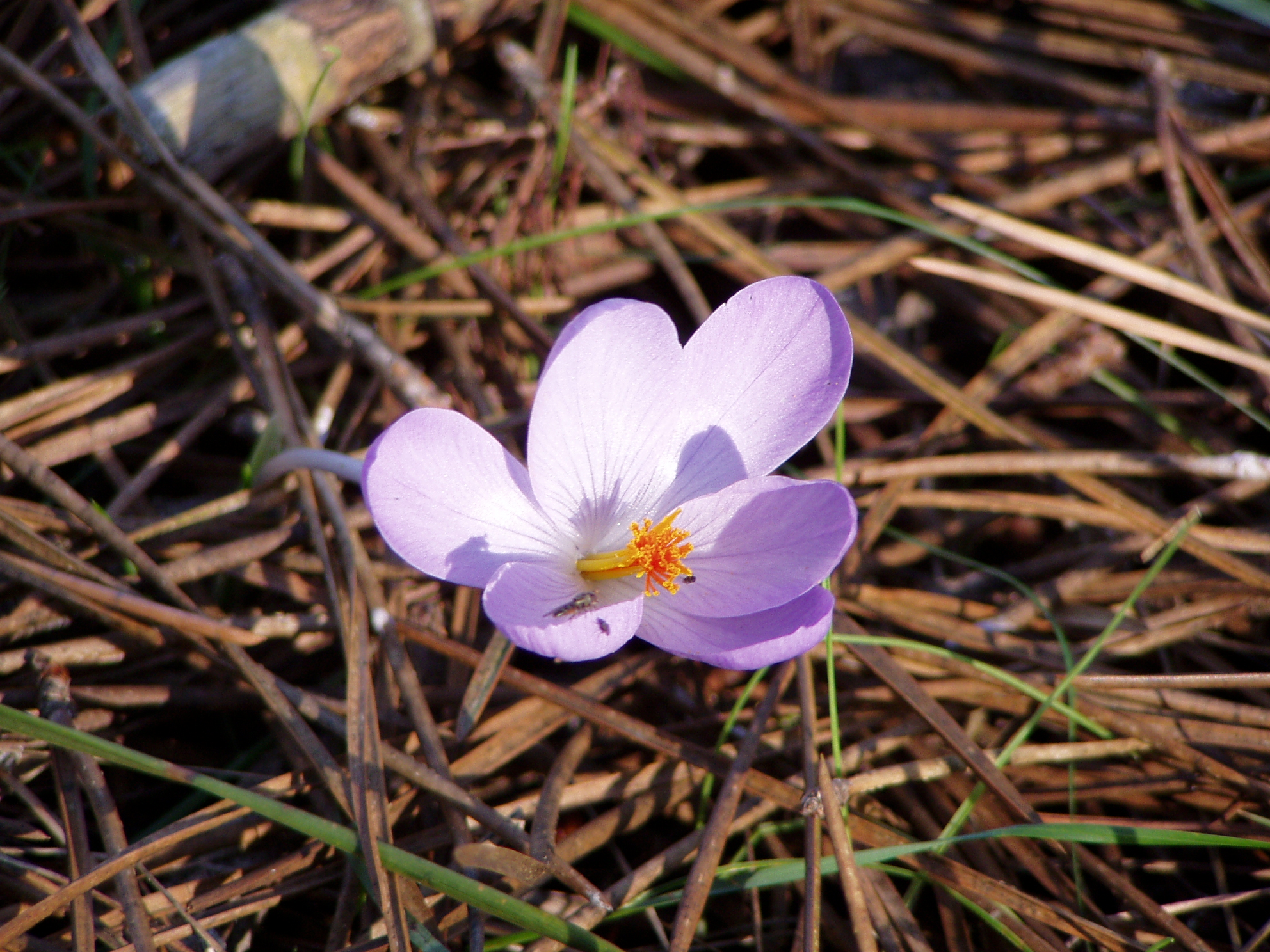
Crocus serotinus clusii

## Ботанічний опис
Бульбоцибулина має розмір до 3 см в діаметрі, округла або сплюснута, вкрита лусками, дає пучок кореневих мочок, будова і забарвлення яких варіюються у різних видів.
Стебло не розвивається.
Листки прикореневі, лінійні, охоплені знизу піхвовими лусками, з'являються під час чи після цвітіння.
Квітки поодинокі, іноді 2—3 з однієї бульбоцибулини, оточені плівчастими лусками. Оцвітина крупна, довго лійчаста, відгин віночока складається з 6 пелюсток, що переходять у довгу циліндричну трубочку. Тичинки прикріплені до зіва оцвітини, коротші його; нитки короткі; пиляки прямостоячі, лінійні, зазвичай довші тичинкову нитку. Стовпчик ниткоподібний з трьома маточками.
Плід — тригніздна коробочка, насіння дрібне, ребристі.
Період цвітіння — весна або осінь (залежно від видової приналежності рослини).
За забарвленням квіток види діляться на дві групи: жовтоквіткові (забарвлення від жовтого до жовтогарячого) і блакитноквіткові (забарвлення від світло-бузкового до темно-фіолетового); також зустрічаються альбіносна форма — частіше у блакитноквіткових, рідше у жовтоквіткових.

## Значення і застосування
Використовується як декоративна рослина.
Висушені маточки квіток шафрану посівного (Crocus sativus) використовуються як пряність і харчовий барвник жовтогарячого кольору.
Можливо, має властивості, що сповільнюють втрату зору в літніх людей. На даний момент ці властивості рослини тільки починають вивчатися.
Використовується в харчовій промисловості як натуральний жовтий барвник для сирів, лікерів, вершкового масла і деяких видів безалкогольних напоїв. Відомий у Греції з раннього Середньовіччя. Барвник додавався безпосередньо в основу: порошкоподібний барвник змішувався з яєчним білком і широко використовувався для ілюстрування рукописів. З шафрану з білком також виготовлявся золотистий лак для надання поверхні олова золотого відтінку — для імітації золотого аркуша.

## Таксономія

### Історія
Шафран був добре відомий древнім, його описували принаймні ще за часів Теофраста (бл. 371 – бл. 287 до н.е.), і був завезений до Британії римлянами, де Шафран  використовувався як барвник. Він був повторно завезений до Західної Європи хрестоносцями. Крокус згадується в середньовічних та пізніших травниках, одним з найраніших є Tractatus de Herbis 14-го століття. Вільям Тернер (1548) зазначає, що крокус називають шафраном англійською мовою, що означає, що в той час був відомий лише C. sativus. Однак, до 1597 року Джон Джерард пише про "різні види" і використовує терміни шафран і крокус як взаємозамінні. Він включав як весняні, так і осінні квітучі крокуси, але розрізняв Дикий Шафран (Шафран ) від Лугового Шафрану (Пізньоцвіт). Він описав одинадцять форм. Деякі з його зразків були отримані від Клузіуса. У наступному столітті Джон Паркінсон у більш детальному описі був обережнішим, включивши окремі розділи для Colchicum, із загальною назвою луговий шафран, окремо від Crocus або шафрану. Паркінсон (1656) стверджує, що існують "різні види шафранів", описуючи 27 весняноквітучих рослин і 4 осінньоквітучих, вказуючи, що лише один з них був справжнім шафрановим крокусом, який він назвав Crocus verus sativus autumnalis. Подібні описи можна знайти в континентальних європейських травниках, включаючи праці л'Обеля у Фландрії (1576) та Hortus Eystettensis Беслера в Баварії (1613).
Рід Crocus був вперше формально описаний Ліннеєм у 1753 році, з трьома таксонами і двома видами, C. sativus (типовий вид), різн. officinalis (зараз вважається синонімом C. sativus) та різн. vernus (зараз C. vernus) і C. bulbocodium (зараз Romulea bulbocodium). Таким чином, Лінней визнав два таксони, які приймаються як окремі види в сучасних класифікаціях, один весняний і один осінній крокус, але помилково припустив, що вони були лише різновидами одного виду, тоді як його другий вид насправді належав до близькоспорідненого роду, який був визнаний лише пізніше (1772). Однак, подальше повторне дослідження зразків Ліннея вказало на наявність кількох різних видів, які він не визнав окремими. У системі Ліннея, заснованій на статевих характеристиках, Crocus був класифікований як Triandra Monogynia (три тичинки, одна маточка). Система Ліннея була замінена "природною" системою, яка використовувала ієрархію таксономічних рангів, засновану на зважуванні важливості структурних характеристик рослини. Жюссьє (1789) помістив рід Crocus у свій Ordo (родину) Irides або Les iris, як член класу Stamina epigyna (тичинки розміщені над зав'яззю) як частину однодольних, першого рівня поділу квіткових рослин.

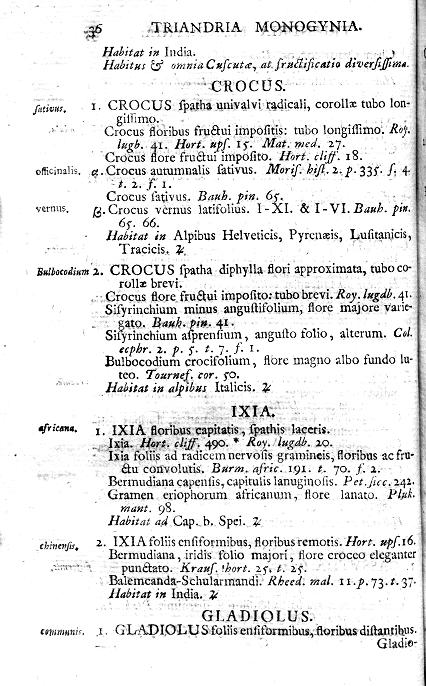
Опис Crocus Ліннеєм 1753

Одна з перших монографій роду з'явилася в 1809 році, авторства Хаворта, за нею послідувала в 1829 році монографія Сабіна, та Герберта в 1847 році. У 1853 році Ліндлі продовжив розміщення Crocus як одного з 53 родів в Півникових, які він включив до вищого порядку однодольних, Narcissales. Бейкер опублікував монографію про рід у 1874 році, прийнявши дуже відмінну схему від схеми Герберта. У 1883 році Бентам і Гукер описали Irideae (Півникові) як такі, що мають понад 700 видів, і розділили їх на 3 триби і далі на підтриби. Триба Sysyrinchieae мала 2 підтриби, включаючи Ixieae. Остання була окреслена чотирма родами, Crocus, Syringodea, Galaxia (Moraea) та Romulea. Це окреслення залишалося стабільним відтоді, за винятком Moraea, яка правильно належить до окремої триби. Найвпливовішою монографією дев'ятнадцятого століття була праця Мо (1886), яка формує основу сучасного розуміння роду. Мо спирався на роботу Герберта, відкидаючи класифікацію Бейкера. Доступність молекулярних філогенетичних методів наприкінці двадцятого століття показала, що Півникові правильно належать до порядку Холодкоцвіті.

### Філогенія
Рід Crocus належить до однодольної родини Півникові (родина півників), зокрема до великої підродини Crocoideae. У межах цієї підродини крокус розміщений у трибі Ixieae (синонім Croceae), одній з п'яти. Ixieae потім поділяються на підтриби, де роди Crocus, Romulea та Syringodea формують підтрибу Romuleinae. Romuleinae характеризуються в межах Ixieae поступово редукованими надземними стеблами, поодинокими квітками на гілках стебла та дерев'янистими оболонками на бульбоцибулинах. Вони також часто мають розділені гілки стовпчика. Однак, оболонки бульбоцибулин Crocus волокнисті та перетинчасті, а не дерев'янисті, як у Syringodea. Також, Crocus має ребристу і часто кілювату абаксіальну поверхню листка, тоді як у Syringodea вона округла, а серединна адаксіальна прозорість Crocus відсутня у Syringodea. Romulea головним чином відрізняється від двох інших родів тим, що зазвичай має надземні стебла або принаймні зав'язь на рівні землі, порівняно з іншими безстебловими родами, інші відмінності включають однобічні, а не двобічні листки та структуру пилку.
У межах Romuleinae, Crocus є сестринською групою до Syringodea, ці два роди формують сестринську групу до Romulea.

### Види
A
Crocus abantensis‎,
Crocus adami‎,
Crocus adanensis‎,
Crocus alatavicus‎,
Crocus aleppicus‎,
Crocus ancyrensis, Crocus angustifolius‎,
Crocus asymmetricus‎,
Crocus atticus‎,
Crocus autranii‎,
Crocus autumnalis‎.
B
Crocus balansae‎,
Crocus banaticus‎,
Crocus baytopiorum‎,
Crocus biflorus‎,
Crocus boryi‎.
C
Crocus cambessedesii‎,
Crocus cancellatus‎,
Crocus candidus, Crocus carpetanus, Crocus cartwrightianus‎,
Crocus caspius, Crocus chrysanthus, Crocus corsicus.
D
Crocus dalmaticus, Crocus damascenus, Crocus danfordiae.
E
Crocus etruscus.
F
Crocus flavus‎,
Crocus fleischeri‎.
G
Crocus gargaricus‎,
Crocus goulimyi‎,
Crocus graveolens.
H
Crocus hadriaticus‎,
Crocus heuffelianus‎,
Crocus hyemalis‎.
I
Crocus imperati‎.
K
Crocus kartaldagensis‎,
Crocus korolkowii‎,
Crocus kosaninii‎,
Crocus kotschyanus‎.
L
Crocus laevigatus‎,
Crocus leichtlinii‎,
Crocus ligusticus‎,
Crocus longiflorus.
M
Crocus malyi, Crocus mathewii‎,
Crocus michelsonii, ‎
Crocus minimus‎,
Crocus musagecitii‎.
N
Crocus neapolitanus, Crocus neglectus, Crocus nevadensis‎,
Crocus niveus‎,
Crocus nudiflorus.
O
Crocus ochroleucus‎,
Crocus olivieri‎,
Crocus oreocreticus.
P
Crocus pallasii‎,
Crocus paschei, Crocus pseudonubigena, Crocus pulchellus‎,
Crocus pumilus‎.
R
Crocus reticulatus, Crocus roseoviolaceus‎.
S
Crocus sativus‎,
Crocus scardicus‎,
Crocus scharojanii‎,
Crocus sieberi, Crocus sieheanus, Crocus speciosus‎,
Crocus suaveolens.
T
Crocus tauricus‎,
Crocus tommasinianus‎.
V
Crocus vallicola‎,
Crocus variegatus‎,
Crocus veluchensis‎,
Crocus vernus,
‎Crocus versicolor‎,
Crocus vitellinus‎.

## Екологія

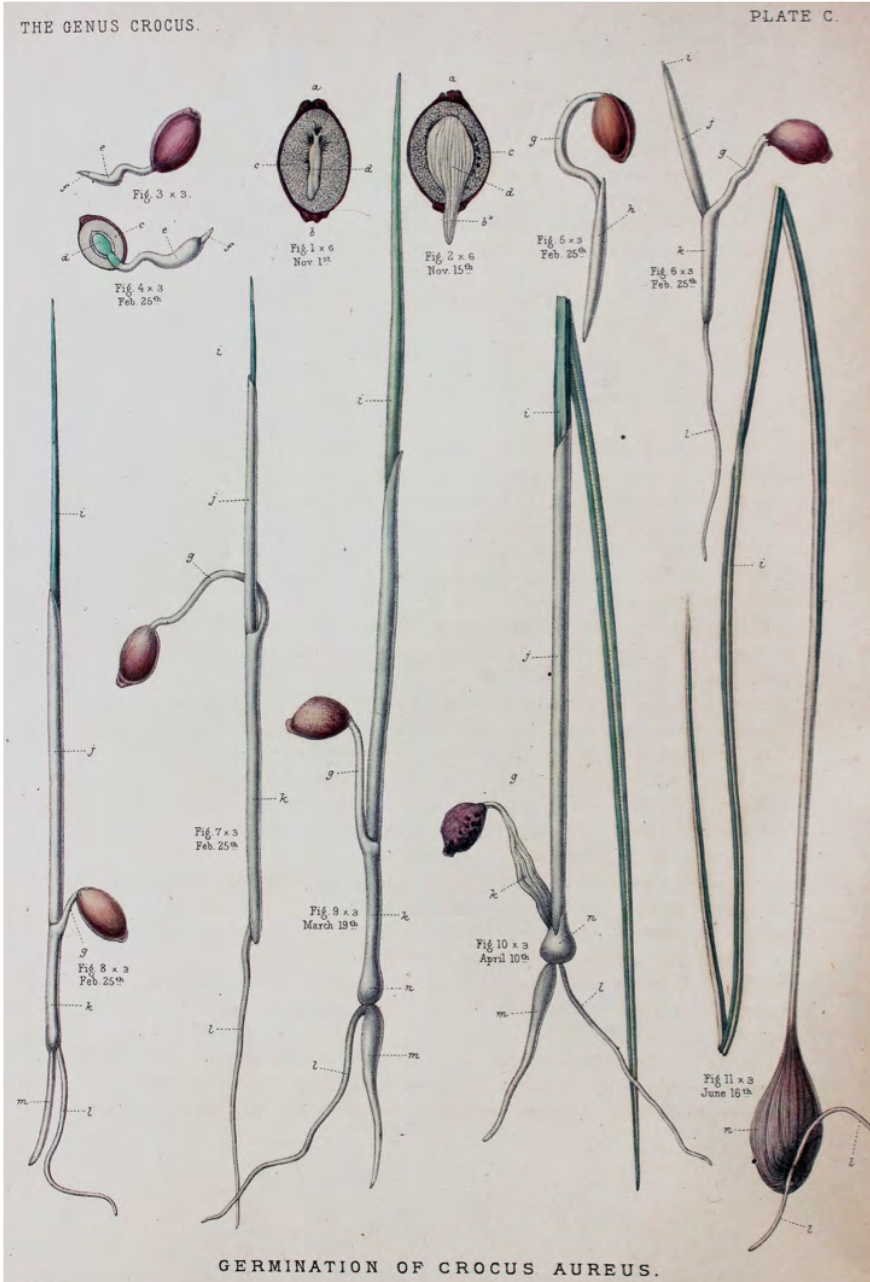
Послідовні стадії проростання від насінини до проростка (G Maw)

Життєвий цикл видів Crocus починається з насінини, яка проростає у проросток, і зріла рослина формується за 3–5 років, однак насіння може залишатися в стані спокою в ґрунті протягом кількох років. Стадії проростання вперше були описані та проілюстровані Мо в його монографії 1886 року. У перший рік крокус виробляє лише один листок і створює бульбоцибулину, вкриту тонкою оболонкою, розміром близько 5–8 мм, залежно від виду. У північній півкулі осінні крокуси цвітуть між вереснем і листопадом. Час цвітіння весняних крокусів залежить як від клімату, так і від середовища існування, але зазвичай припадає на середину зими до весни. Листки можуть бути синантними (з'являються під час цвітіння) або гістерантними (коли квіти відцвітають). Влітку, в умовах спеки та посухи рослина впадає в стан спокою, всі надземні частини відмирають. Холодніші температури взимку потім активують бульбоцибулини. Розмноження відбувається статево насінням та вегетативно малими бульбоцибулинами, які називаються дочірніми бульбоцибулинами, що утворюються в пазухах бульбоцибулин (між лусками оболонки та тілом бульбоцибулини). Коли плід-коробочка дозріває, вона з'являється з ґрунту біля основи квітконосу перед розкриванням (розщепленням) і вивільненням насіння. Розповсюдження насіння може посилюватися мурахами, принаймні у видів з арилусним насінням.
Вночі та в похмуру погоду оцвітина закривається. Зав'язь виробляє нектар, який приваблює бджіл (особливо самиць джмелів) та лускокрилих.

### Шкідники та хвороби
Культивовані рослини можуть мати бульбоцибулини, які поїдаються мишами та іншими гризунами, включаючи полівок, білок, та бурундуків. Вони також уражаються борошнистою росою, сірою пліснявою, ботритісом та фузаріозною гниллю. Може також виникати коренева гниль, спричинена видами Stromatinia gladioli та Pythium - нематода Pratylenchus penetrans також може викликати кореневу гниль. Віруси, які відомо інфікують види Crocus, включають: потівіруси, особливо вірус жовтої мозаїки квасолі а також вірус тютюнової гравюри, вірус некрозу тютюну, та вірус мозаїки огірка. Листя може уражатися гниллю, іржею та паршею та поїдатися попелицями, кліщами, равликами та слимаками. Листя поїдають зайці, кролики та олені; квіти іноді знищують птахи, включаючи ворон, галок та сорок.

## Культивування

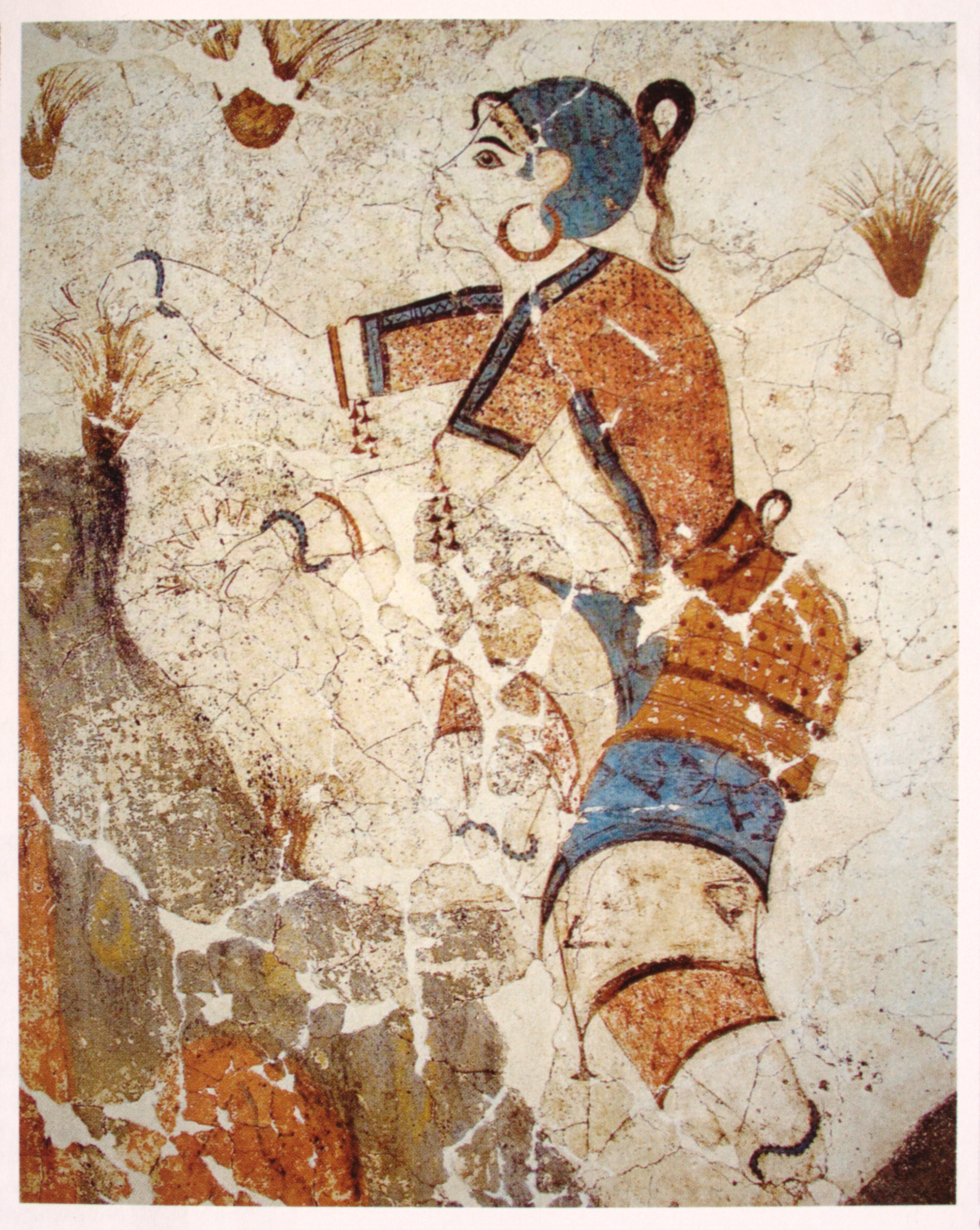
Збирачі шафрану на мінойській фресці, Санторіні бл. 1650 до н.е.

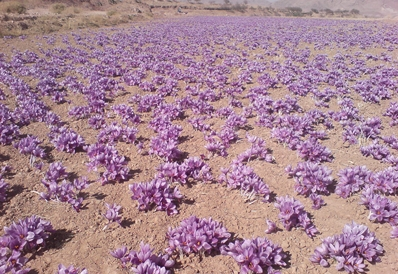
Шафранові поля в Ірані

### Шафран
Економічне значення роду значною мірою залежить від єдиного виду, Crocus sativus, який зараз відомий лише як культурна рослина. C. sativus вирощується для виробництва шафрану, оранжево-червоного похідного його висушеної приймочки, і є однією з найдорожчих спецій у світі. Оцінене світове виробництво рослин C. sativus становить 205 тонн. Близько 180 000 приймочок з 60 000 квітів потрібно для виробництва 1 кг шафрану, який продається приблизно за 10 000 доларів США (2018). Сучасне виробництво шафрану широко культивується в Кашмірі, Ірані, Туреччині, Афганістані та Середземномор'ї від Іспанії до Малої Азії. Важливим центром є епонімне місто Крокос, в регіоні Козані в Греції. Продукт шафрану, Крокос Козаніс має статус PDO (Захищене позначення походження). Виробництво переважно місцеве, і Іран забезпечує 65% світового виробництва, охоплюючи 72 162 га.
Вважається, що шафран використовувався для бальзамування в Стародавньому Єгипті. Він згадується в Старому Заповіті, в Пісні над піснями як дорогоцінна спеція і фігурував як барвник та ароматична речовина протягом всієї писаної історії, з згадкою в Іліаді.
Культивування та збирання C. sativus для шафрану вперше було задокументовано в Середземномор'ї, зокрема на острові Крит. Фрески, що зображують їх, знайдені там на бронзової доби мінойському місці Кносс, а також на порівняно давньому місці Акротирі на егейському острові Санторіні, і становили важливу частину мінойської економіки та культури і мали як священну роль, так і використовувалтся як психоактивна речовина та харчова добавка. Жінки все ще збирають крокуси в регіоні Акротирі.

### Садівництво та квітникарство
Крокуси були описані в турецьких садах на початку шістнадцятого століття, зібрані з віддалених куточків Османської імперії, де їх побачили європейські ботаніки та дослідники, що відвідували ці місця, серед перших з яких був П'єр Белон, який прибув до Константинополя в 1547 році. Перші крокуси, побачені в Нідерландах, де види крокусів не були місцевими, були з бульбоцибулин, привезених до Відня в 1562 році з Константинополя послом Священної Римської імперії при Високій Порті, Ож'є Гісленом де Бусбеком. Кілька бульбоцибулин були передані Карлу Клузіусу в ботанічний сад в Лейдені. Це були майже напевно культивовані сорти, а не дикі види. Європейські відвідувачі Туреччини продовжували привозити зразки для садів у своїх країнах. Серед останніх визначними були сади в Мідделбурзі в Нідерландах. Єган Сомер, мідделбурзький купець, привіз крокуси серед інших зразків у 1592 році, де вони привернули увагу не лише Клузіуса, але й ранніх голландських художників-флористів, зокрема Амброзіуса Босхарта. До 1620 року були виведені нові садові сорти, які фігурували в тогочасних ілюстраціях, таких як ілюстрації Кріспейна ван де Пассе в його Hortus floridus 1614 року. Існують згадки про сади крокусів у сімнадцятому столітті, такі як Шафрановий сад Волтера Стоунхауса в Дарфілді, Йоркшир.
Крокуси є одними з найважливіших декоративних геофітів у світовій квітковій індустрії, посідаючи шосте місце за обсягом голландського виробництва цибулин (2003–2008) з 463–668 га під вирощування. Крокус є однією з найпопулярніших квіток, що зустрічаються в саду в кінці зими та на початку весни. Близько 30 видів культивуються, серед найпопулярніших - C. chrysanthus, C. flavus, C. sieberi, C. tommasinianus та C. vernus, разом із сотнями культиварів, виведених від них. Культивуються як осінні, так і весняні крокуси для їхніх квітів. Серед перших квітів, що цвітуть навесні, час їх цвітіння може варіюватися від осені до пізньозимового C. tommasinianus; найраніший осінньоквітучий вид, C. scharojanii, може цвісти протягом останніх тижнів липня.
Сорти, що вирощуються для декорації в садах і горщиках, в основному представляють шість видів: C. vernus, C. chrysanthus, C. flavus, C. sieberi, C. speciosus і C. tommasinianus. Протягом садівничого виробничого року 2009/2010 в Голландії вирощувалося понад 70 культиварів на площі 366 гектарів; найпоширенішими були 'Flower Record' і 'King of the Stripes', які займали 42 гектари, інші вирощувані види включали C. chrysanthus, C. tommasinianus і C. flavus - всі це весняноквітучі рослини. Але найчастіше вирощуються голландські гібриди з великими квітками в багатій палітрі кольорів.
Для збільшення кількості рослин використовуються як статеві, так і безстатеві способи; насіння та розмноження бульбоцибулин є найпоширенішими способами виробництва, але може використовуватися культура тканин, найчастіше для шафранового крокуса. Нові бульбоцибулини формуються на верхівці старої бульбоцибулини, яка відмирає, а дрібні бульбоцибулини утворюються з пазушних бруньок. Виробництво нових рослин починається зі збору бульбоцибулин в кінці червня - на початку липня, після сортування за розміром бульбоцибулини зберігаються при температурі близько 22 градусів Цельсія до початку жовтня, коли їх переміщують до 17 градусів Цельсія до посадки пізніше в жовтні та листопаді; цвітіння відбувається в березні, і квіти не видаляються. Крокуси також примушують до цвітіння поза сезоном, і найпоширенішими видами для цього є C. vernus і C. flavus, і більшість бульбоцибулин, що використовуються для вигонки, походять з Нідерландів.
Весняноквітучі види висаджують восени, а осінньоквітучі - в кінці літа; зазвичай бульбоцибулини розміщують на глибині 7-10 см. в добре дренованому ґрунті в місцях з повним сонячним освітленням. Вони погано ростуть у важких глинистих ґрунтах або тих, що є вологими, особливо під час їхнього літнього періоду спокою. Комерційні посіви вирощуються на піднятих грядках та схилах для забезпечення належного дренажу, тоді як садівники часто висаджують на піщаних грядках з тією ж метою. Весняноквітучі види також добре ростуть у місцях з листопадними деревами, де вони цвітуть і утворюють листя до повного розпускання листя дерев. Крокуси вирощують у зимових зонах USDA 3-8. Не всі види є витривалими у верхніх зонах; C. sativus витримує зиму в зонах USDA від 6 до 8, а C. pulchellus витривалий у зонах від 5 до 8.

Деякі підходять для натуралізації в траві, але скошування листя до того, як воно пожовтіє, призводить до короткого життя рослин. Деякі крокуси, особливо C. tommasinianus та його відібрані форми і гібриди (такі як 'Whitewell Purple' і 'Ruby Giant'), рясно розмножуються насінням і ідеально підходять для натуралізації. Однак вони можуть стати бур'янами в альпійських гірках, де часто з'являються посеред вибраних, килимоутворюючих альпійських рослин, і їх може бути важко видалити. Квіти та листя крокусів захищені від морозу восковою кутикулою; в районах, де сніг і мороз іноді трапляються ранньою весною, нерідко можна побачити ранньоквітучі крокуси, що цвітуть крізь легкий пізній сніг.

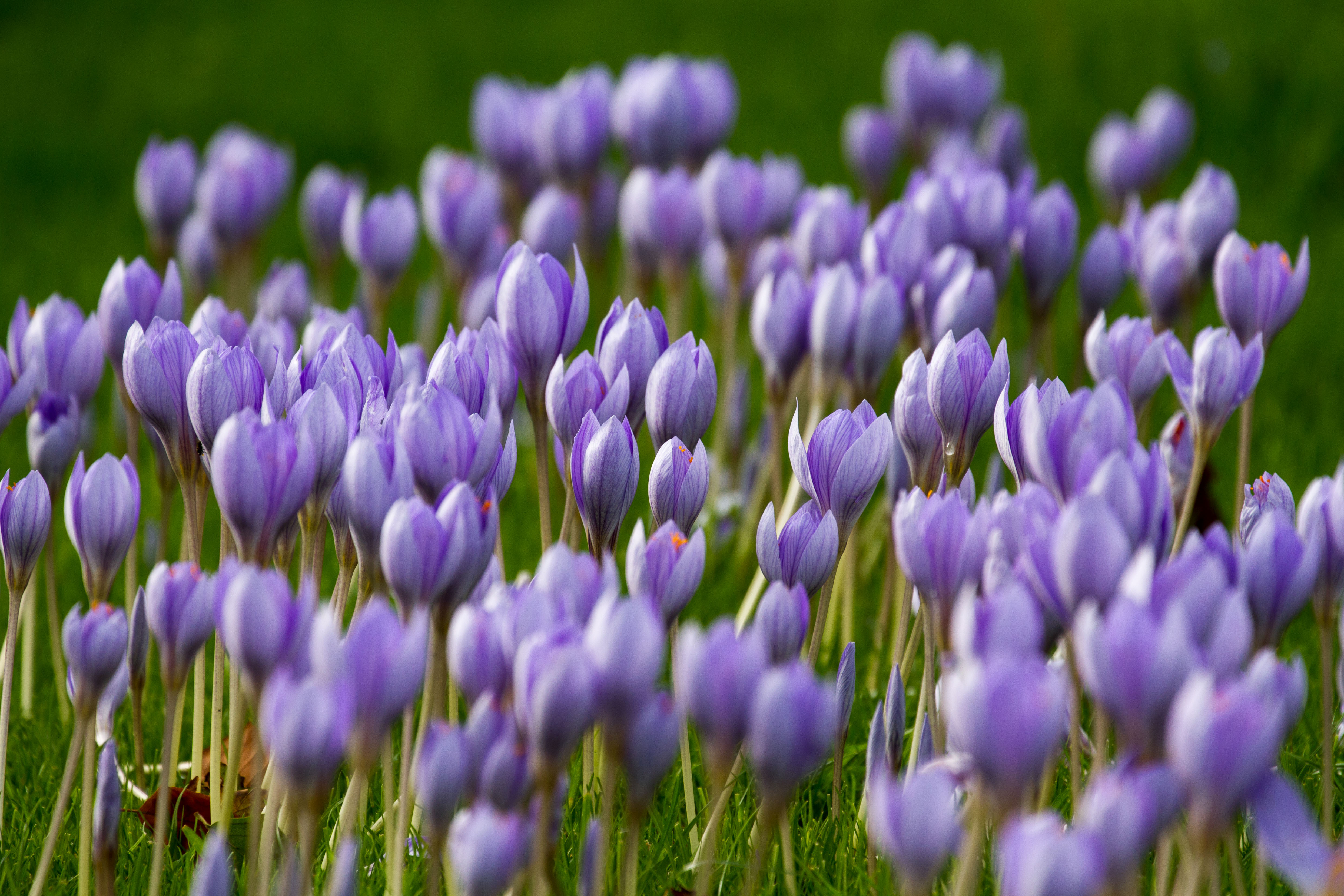
Поле квітучих фіолетових крокусів
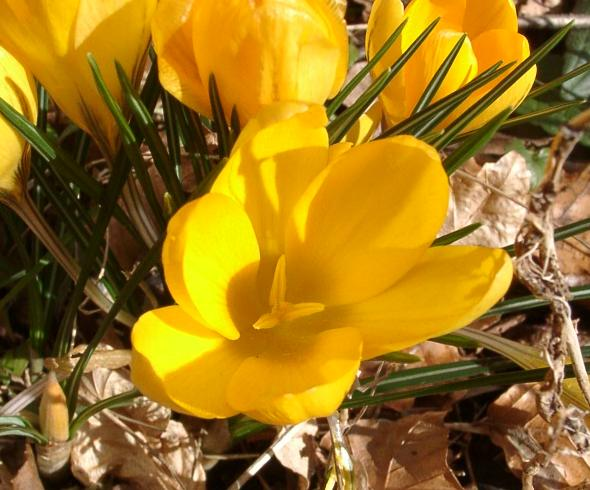
Crocus 'E.A. Bowles',  гібрид C. chrysanthus
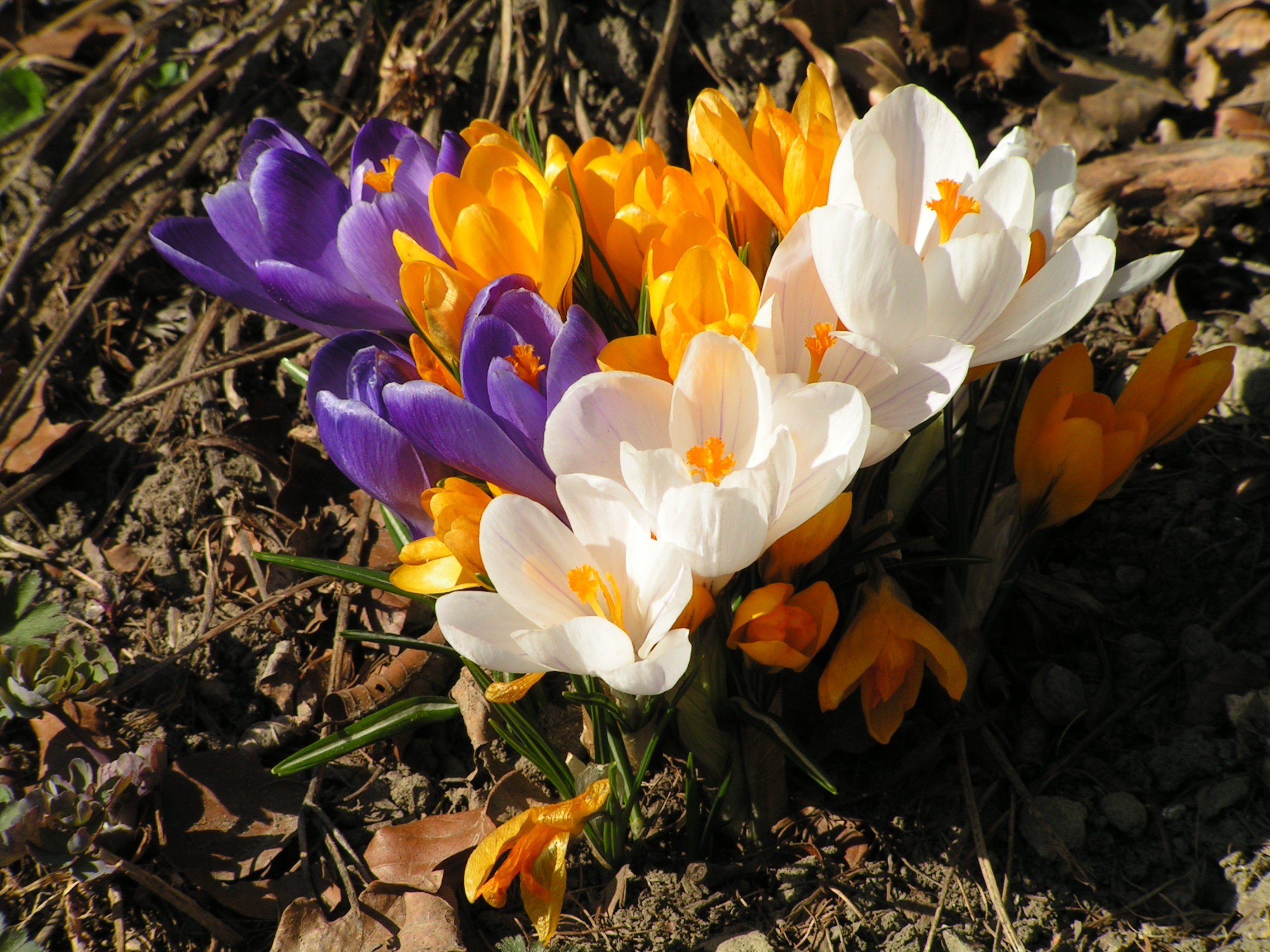
Культивари крокусів
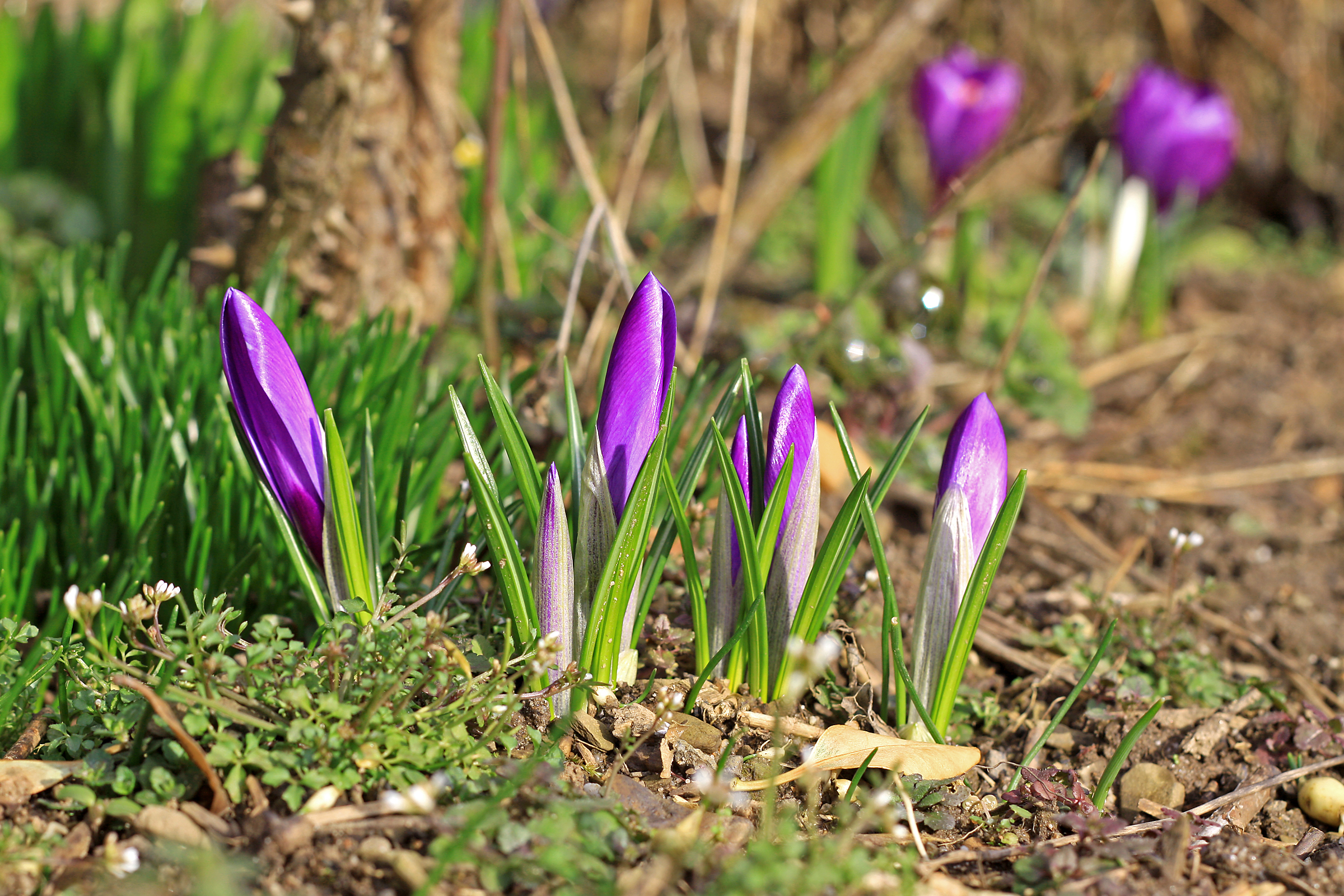
Фіолетові крокуси із закритими квітками
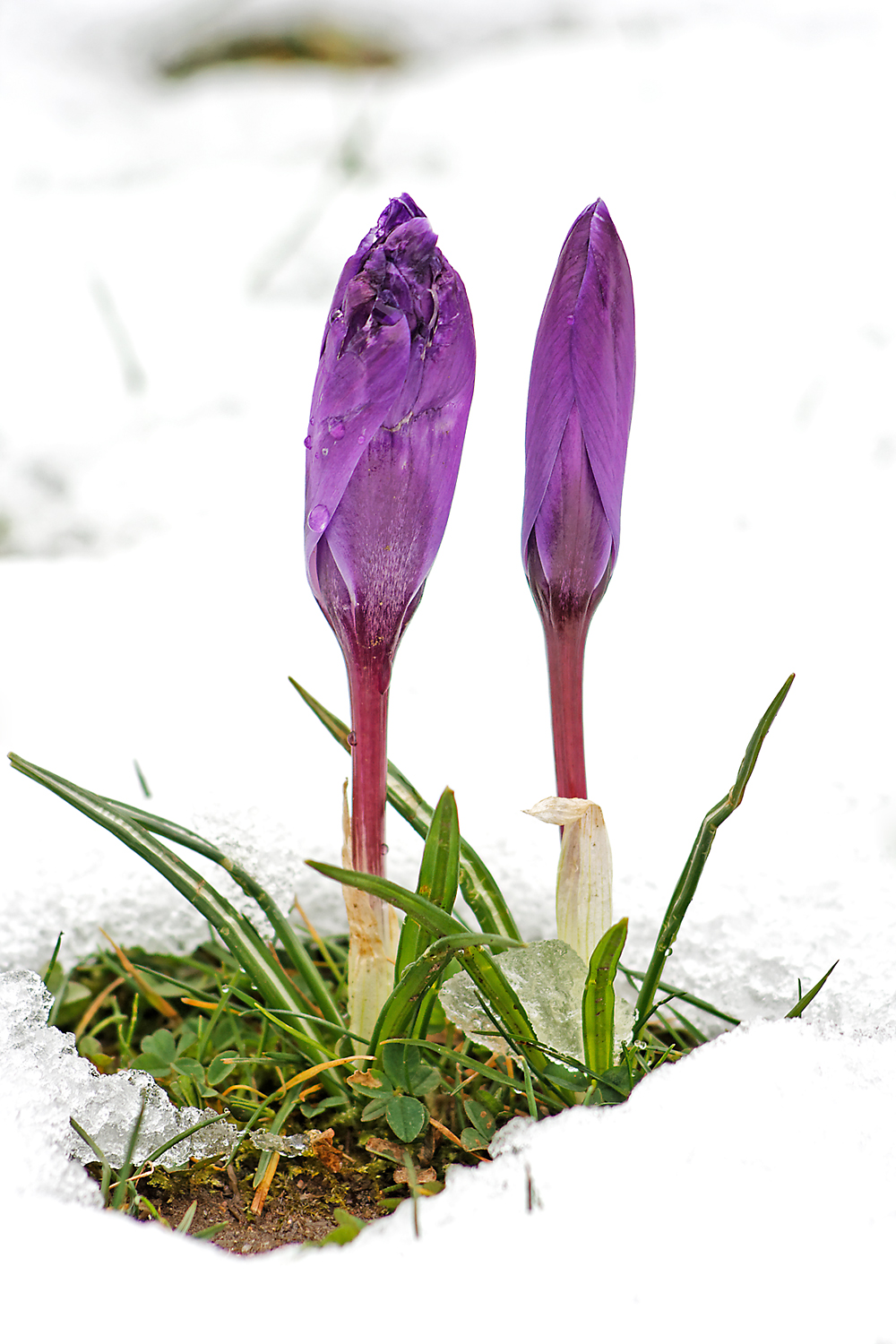
Крокуси, що пробиваються крізь сніг

## Поширення та середовище існування
Крокуси поширені від Середземномор'я, від Піренейського півострова та Північної Африки, через центральну та південну Європу, Егейські острови, Близький Схід і через центральну та південно-західну Азію до Сіньцзяну в західному Китаї, але більшість видів обмежена Туреччиною та Малою Азією і Балканами, причому Балканський півострів має найбільшу кількість видів (щонайменше 31), формуючи центр різноманітності, хоча вони широко інтродуковані. Поширення видів описано в п'яти суміжних областях із заходу на схід (див. карту).
Середовища існування варіюються від рівня моря до субальпійських висот, і в широкому діапазоні біотопів від лісів до луків і пустель, часто на кам'янистих гірських схилах з хорошим дренажем. Більшість видів є рідними для районів з холодними зимами та спекотним літом з невеликою кількістю опадів, і активний ріст зазвичай відбувається з осені до середини весни. Природним середовищам існування видів крокусів загрожує людська діяльність, включаючи урбанізацію, індустріалізацію та інші порушення земель і рекреаційне використання. На них негативно впливає неконтрольований збір та інтенсивний випас худоби.

### Українські
- Крокус // Енциклопедія рослин садових та кімнатних : довідкове видання / уклад. С. В. Ануфрієва. — Донецьк : Глорія Трейд, 2013. — С. 95. — 224 с.
- Крокус // Садові декоративні рослини / О. М. Олєйнікова. — Харків : Веста, 2010. — С. 50. — ISBN 978-966-08-4940-2.

### Книги
- Betancourt, Philip P. (2007). Introduction to Aegean Art. Philadelphia: INSTAP Academic Press (Institute for Aegean Prehistory). ISBN 978-1-62303-086-5.
- Goldgar, Anne (15 вересня 2008). Tulipmania: Money, Honor, and Knowledge in the Dutch Golden Age. University of Chicago Press. ISBN 978-0-226-30130-3.
- Goldblatt, P; Manning, J C; Rudall, P (1998). Iridaceae: 61 Crocus L.. У Kubitzki, Klaus; Huber, Herbert (ред.). Flowering plants. Monocotyledons: Lilianae (except Orchidaceae). The families and genera of vascular plants. Т. 3. Berlin: Springer-Verlag. с. 330—331. ISBN 3-540-64060-6.
- Grey-Wilson, C.; Mathew, Brian (1981). Bulbs: the bulbous plants of Europe and their allies. Illustrated by Marjorie Blamey. London: Collins. ISBN 978-0-00-219211-8.
- Heilman, Christine, ред. (2010). Simple Steps to Success: Pests and Diseases (вид. US). NY: Royal Horticultural Society; Dorling Kindersley. ISBN 978-0-7566-6996-6.
- Innes, Clive (1985). The World of Iridaceae: A Comprehensive Record. Ashington, Sussex: Holly Gate International. ISBN 978-0-948236-01-3.
- Jelitto, Leo; Schacht, Wilhelm; Fessler, Alfred (1990) [1950 Eugen Ulmer, Stuttgart]. Crocus L. Iridaceae. Hardy Herbaceous Perennials [Die Freiland-Schmuckstauden]. Т. 1 A–K. trans. Michael E Epp (вид. 3rd.). Portland, Oregon: Timber Press. с. 168—174. ISBN 978-0-88192-159-5.(Available here at Internet Archive)
- Kamenetsky, Rina; Okubo, Hiroshi, ред. (2012). Ornamental Geophytes: From Basic Science to Sustainable Production. CRC Press. ISBN 978-1-4398-4924-8.
- Koocheki, Alireza; Khajeh-Hosseini, Mohammad, ред. (2020). Saffron: Science, Technology and Health. Food Science, Technology and Nutrition. Woodhead Publishing. ISBN 978-0-12-818740-1.
- Lehner, Ernst; Lehner, Johanna (2003) [1960 Tudor Publishing]. The Crocus. Folklore and Symbolism of Flowers, Plants and Trees. Courier Corporation. с. 56. ISBN 978-0-486-42978-6.
- Mathew, Brian (1983) [1982]. The Crocus: A Revision of the Genus Crocus (Iridaceae). Portland, Oregon: Timber Press. ISBN 978-0-917304-23-1.
- Negbi, Moshe, ред. (1999). Saffron: Crocus sativus L. CRC Press. ISBN 978-0-203-30366-5.
- Kafi, Muhammad; Kamili, Azra N; Husaini, Amjad N та ін. (2018). An expensive spice saffron (Crocus sativus L.): A Case Study from Kashmir, Iran and Turkey. У Ozturk, Munir; Hakeem, Khalid Rehman; Ashraf, Muhammad; Ahmad, Muhammad Sajid Aqeel (ред.). Global Perspectives on Underutilized Crops. Springer Nature. с. 109—150. ISBN 978-3-319-77776-4.
- Palyvou, Clairy (2005). Akrotiri, Thera: An Architecture of Affluence 3,500 Years Old. INSTAP Academic Press (Institute for Aegean Prehistory). ISBN 978-1-62303-068-1.
- Pavord, Anna (2005). The naming of names the search for order in the world of plants. New York: Bloomsbury Publishing USA. ISBN 978-1-59691-965-5.(additional excerpts)
- Ranđelović, Novica; Hill, David A. (1990). The Genus Crocus L. in Serbia. Belgrade: Serbian Academy of Sciences and Arts. ISBN 978-86-7025-117-5.
- Rudall, Paula (1995). Anatomy of the Monocotyledons: VIII Iridaceae. Oxford: Clarendon Press. ISBN 978-0198545040.
- Sevinç Kravkaz, I.; Vurdu, H. (2010). Botany of Crocus ancyrensis through Domestication. У Tsimidou, Maria Z.; Polissiou, Moschos; Fernández, José Antonio (ред.). Proceedings of the Third International Symposium on Saffron: Forthcoming Challenges in Cultivation, Research and Economics, Krokos, Greece, May 20 2009. ISHS 850. с. 61—65. ISBN 978-90-6605-732-6.
- Runkel, Sylvan T.; Roosa, Dean M. (2009) [1989]. Wildflowers of the Tallgrass Prairie: The Upper Midwest (вид. 2nd.). University of Iowa Press. ISBN 978-1-58729-844-8.
- Ruksans, Janis (2011). Crocuses: A Complete Guide to the Genus. Timber Press. ISBN 978-1-60469-106-1.(excerpts available here)

#### Садівництво та квітникарство
- Armitage, Allan M. (2008). Crocus. Herbaceous Perennial Plants: A Treatise on their Identification, Culture, and Garden Attributes (вид. 3rd). Cool Springs Press. с. 301—308. ISBN 978-1-61058-380-0.
- Bowles, E. A. (1985) [1924]. A Handbook of Crocus and Colchicum for Gardeners. Waterstone. ISBN 978-0-947752-26-2.(1st ed. Available here at Internet Archive)
- Burrell, C Colston; Hardiman, Lucy (2002). Encyclopedia of Spring-Blooming Bulbs: Crocus pp. 68–70. У Hanson, Beth (ред.). Spring-blooming Bulbs: An A to Z Guide to Classic and Unusual Bulbs for Your Spring Garden. 21st-Century Gardening, No. 173. Brooklyn Botanic Garden. с. 52—100. ISBN 978-1-889538-54-9.
- Bush-Brown, Louise; Bush-Brown, James; Irwin, Howard S. (1996) [1939]. Crocus Spp. and Cvs.. America's Garden Book. New York: Wiley. с. 388. ISBN 978-0-02-860995-9.(Available here at Internet Archive)
- De Hertogh, August (1992) [1980]. Bulbous and tuberous plants. У Larson, Roy A. (ред.). Introduction to Floriculture (вид. 2nd). London: Academic Press. с. 197—223. ISBN 978-1-4832-6998-6.
- Hill, Lewis; Hill, Nancy (2012) [2003]. Crocus. The Flower Gardener's Bible: A Complete Guide to Colorful Blooms All Season Long: 400 Favorite Flowers, Time-Tested Techniques, Creative Garden Designs, and a Lifetime of Gardening Wisdom (вид. 10th Anniversary). North Adams, MA: Storey Publishing. с. 249. ISBN 978-1-60342-807-1.
- Mathew, Brian (1987). Flowering Bulbs for the Garden. Royal Botanic Gardens, Kew. ISBN 978-0-600-35175-7.
- Phillips, Roger; Rix, Martyn (1989). The Random House Book of Bulbs. Random House. ISBN 978-0-679-72756-9.
- Toogood, Alan, ред. (2019) [1999]. Crocus. Propagating Plants: How to Create New Plants for Free (вид. Revised). Dorling Kindersley (Penguin). с. 265. ISBN 978-1-4654-9898-4.
- Viette, Andre; Viette, Mark; Heriteau, Jacqueline (2015) [2003]. Crocus. Mid-Atlantic Getting Started Garden Guide: Grow the Best Flowers, Shrubs, Trees, Vines & Groundcovers (вид. Revised). Cool Springs Press. с. 47. ISBN 978-1-59186-435-6.
- Mathew, Brian (2011) [1984]. Crocus Linnaeus. У Cullen, James; Knees, Sabina G.; Cubey, H. Suzanne Cubey (ред.). The European Garden Flora, Flowering Plants: A Manual for the Identification of Plants Cultivated in Europe, Both Out-of-Doors and Under Glass. Т. 1. Alismataceae to Orchidaceae (вид. 2nd). Cambridge: Cambridge University Press. с. 270—277. ISBN 978-0-521-76147-5.
- Willes, Margaret (2011). The Making of the English Gardener: Plants, Books and Inspiration, 1560-1660. Yale University Press. ISBN 978-0-300-16382-7.

#### Словники та енциклопедії
- Harper, Douglas (2022). Crocus. Online Etymology Dictionary. Процитовано 11 січня 2022., (link note|note=see also Online Etymology Dictionary
- Liddell, Henry George; Scott, Robert (1996). A Greek-English Lexicon 2 vols. Revised by Henry Stuart Jones (вид. 9th). Oxford: Clarendon Press. ISBN 978-0-19-864226-8. Процитовано 10 січня 2022., (see also A Greek–English Lexicon)
  - Liddell; Scott (1996a). κρόκος , ὁ. Т. 1. с. 998.
  - Liddell; Scott (1996b). ἀρωμα^τ. Т. 1. с. 254.
- Mabberley, D. J. (1997) [1987]. Crocus. The Plant-Book: A Portable Dictionary of the Vascular Plants (вид. 2nd). Cambridge University Press. с. 194. ISBN 978-0-521-41421-0.
- Pankhurst, Roger; Hyam, Richard (1995). Plants and their names: a concise dictionary. Oxford: Oxford University Press. ISBN 978-0-19-866189-4.(Available here at Internet Archive)
- Skelly, Carole J. (1994). Pulsatilla. Dictionary of Herbs, Spices, Seasonings, and Natural Flavorings. Routledge. ISBN 978-1-136-51420-3.
- Tenenbaum, Frances, ред. (2003). Crocus. Taylor's Encyclopedia of Garden Plants. Houghton Mifflin Harcourt. с. 118—119. ISBN 978-0-618-22644-3.
- Wyman, Donald (1986) [1971]. Crocus. Wyman's Gardening Encyclopedia (вид. 2nd.). Simon & Schuster. с. 272—274. ISBN 978-0-02-632070-2.
- Crocus. Oxford University Press. 20 вересня 2007. ISBN 978-0-19-920687-2. Архів оригіналу за 10 січня 2022. Процитовано 10 січня 2022. {{cite encyclopedia}}: Проігноровано |website= (довідка)
- Schmitz, Leonhard (1850). Crocus. У Smith, William (ред.). Dictionary of Greek and Roman Biography and Mythology 2 vols. Т. I: Abaeus-Dysponteus. London: Taylor and Walton. с. 896.
- Smith, William, ред. (1859). A Dictionary of Greek and Roman Antiquities (вид. 2nd.). Boston: Little, Brown and Company.

#### Історичні джерела
Античність
- Theophrastus (1916) [4th century BC]. 6. Of the various parts of plants used for perfumes, and of the composition of various notable perfumes, section 27. У Hort, Arthur (ред.). Περὶ φυτῶν ἱστορία: (Περὶ ὀσμῶν; De Odoribus) [Enquiry into Plants: Concerning odours]. Loeb Classical Library. Т. II. London and New York: William Heinemann and G.P. Putnam's Sons. с. 324—489. ISBN 978-0-674-99077-7.(also available here on Penelope)

14 століття
- BL (2022). Detailed record for Egerton 747 (ca. 1300–1330). Catalogue of Illuminated Manuscripts. Процитовано 20 січня 2022.

16 століття
- Turner, William (1548). Crocus. The Names of Herbes (вид. 1881). London: English dialect society. с. 31.
- l'Obel, Matthias de (1576). Crocus. Plantarum, seu, Stirpium historia. Cui annexum est aduersariorum volumen (latin) . Antwerp: Christophori Plantini. с. 53.
- Gerard, John (1597). 80. Of Saffron. The Herball or Generall Historie of Plantes (вид. 1st). London: John Norton. с. 123—131. (Internet Archive version: also here at Botanicus and here at Biodiversity Heritage Library)

17 століття
- Besler, Basilius (1640) [1613]. Hortus Eystettensis, sive, Diligens et accurata omnium plantarum, florum, stirpium: ex variis orbis terrae partibus, singulari studio collectarum, quae in celeberrimis viridariis arcem episcopalem ibidem cingentibus, olim conspiciebantur delineatio et ad vivum repraesentatio et advivum repraesentatio opera (latin) . Nürnberg.
- Parkinson, John (1656). Crocus saffron. Paradisi in Sole Paradisus Terrestris, or, A Choise Garden of All Sorts of Rarest Flowers with their Nature, Place of Birth, Time of Flowering, Names, and Vertues to Each Plant, Useful in Physic or Admired for Beauty: To which is Annext a Kitchin-Garden Furnished with All Manner of Herbs, Roots, and Fruits, for Meat or Sauce Used with Us, with the Art of Planting an Orchard... All Unmentioned in Former Herbals. London: Printed by R.N. and are to be sold by Richard Thrale at his shop at the signe of the Cross-Keys at S. Pauls-gate, going into Cheap-side. с. 160—170.

18 століття
- Linnaeus, Carl (1753). Crocus. Species Plantarum: exhibentes plantas rite cognitas, ad genera relatas, cum differentiis specificis, nominibus trivialibus, synonymis selectis, locis natalibus, secundum systema sexuale digestas. Т. 1. Stockholm: Impensis Laurentii Salvii. с. 36., see also Species Plantarum
- Maratti, Giovanni Francesco [іспанською] (1772). Plantarum Romuleae, et Saturniae in agro Romano existentium: specificas notas describit inventor (лат.). Rome: Typis Archangeli Casaletti.
- Jussieu, Antoine Laurent de (1789). Crocus. Genera plantarum: secundum ordines naturales disposita, juxta methodum in Horto regio parisiensi exaratam, anno M.DCC.LXXIV (лат.). Paris. с. 59. OCLC 5161409.

19 століття
- Lindley, John (1853) [1846]. The Vegetable Kingdom: or, The structure, classification, and uses of plants, illustrated upon the natural system (вид. 3rd.). London: Bradbury & Evans.
- Bentham, G.; Hooker, J.D. (1883). Crocus. Genera plantarum ad exemplaria imprimis in herbariis kewensibus servata definita. Т. III Part II. London: L Reeve & Co. с. 693.
- Maw, George (1886). A monograph of the genus Crocus. With an appendix on the etymology of the words crocus and saffron by C.C. Lacaita. London: Dulau and Co.
  - Nature (February 1887). The Crocus. Nature (Review). 35 (902): 348—349. Bibcode:1887Natur..35..348.. doi:10.1038/035348a0. S2CID 4091523.
- Masclef, Amédée (1890–1893). Atlas des plantes de France 3 vols. Т. 3. с. 328.

### Глави
- De Hertogh, August A; van Scheepen, Johan; Le Nard, Marcel; Okubo, Hiroshi; Kamenetsky, Rina (2012). Globalization of the flower bulb industry. CRC Press. с. 1—16. ISBN 9781439849248., in Kamenetsky та Okubo, (2012)
- Meerow, Alan W (2012). Taxonomy and phylogeny. CRC Press. с. 17—56. ISBN 9781439849248., in Kamenetsky та Okubo, (2012)
- Okubo, Hiroshi; Sochacki, Dariusz (2012). Botanical and horticultural aspects of major ornamental geophytes: II Crocus. CRC Press. с. 79—82. ISBN 9781439849248., in Kamenetsky та Okubo, (2012)

### Статті
- Caiola, Maria Grilli; Canini, Antonella (2010). Looking for Saffron's (Crocus sativus L.) Parents (PDF). Functional Plant Science and Biotechnology. 4 (2): 1—14.
- Caiola, Maria Grilli; Faoro, Franco (2011). Latent virus infections in Crocus sativus and Crocus cartwrightianus. Phytopathologia Mediterranea. 50 (2): 175—182. JSTOR 26458691.
- Challenger, Charlie (March 1986). The Pleasures of Crocus. The New Zealand Garden Journal (Journal of the Royal New Zealand Institute of Horticulture). 1 (1): 12—17.
- Davies, Kevin L. (2001). The life and work of Sydenham Edwards FLS, Welshman, Botanical and Animal Draughtsman 1768-1819. Minerva - The Journal of Swansea History. 9: 30—58.
- Day, Jo (2011). Crocuses in context: A Diachronic Survey of the Crocus Motif in the Aegean Bronze Age. Hesperia: The Journal of the American School of Classical Studies at Athens. 80 (3): 337. doi:10.2972/hesperia.80.3.0337. S2CID 165105395.
- Dewan, Rachel (2015). Bronze Age Flower Power: The Minoan Use and Social Significance of Saffron and Crocus Flowers (PDF). Chronika. 5: 42—55.
- Harrison, Richard G.; Larson, Erica L. (1 грудня 2014). Hybridization, Introgression, and the Nature of Species Boundaries. Journal of Heredity. 105 (S1): 795—809. doi:10.1093/jhered/esu033. PMID 25149255.
- Harvey, John H. (1976). Turkey as a Source of Garden Plants. Garden History. 4 (3): 21—42. doi:10.2307/1586521. ISSN 0307-1243. JSTOR 1586521.
- Janick, Jules; Daunay, Marie Christine; Paris, Harry (November 2010). Horticulture and Health in the Middle Ages: Images from the Tacuinum Sanitatis. HortScience. 45 (11): 1592—1596. doi:10.21273/HORTSCI.45.11.1592. S2CID 86510163.
- Kandeler, R.; Ullrich, W. R. (25 листопада 2008). Symbolism of plants: examples of European-Mediterranean culture presented with biology and history of art: JANUARY: Crocus. Journal of Experimental Botany. 60 (1): 6—8. doi:10.1093/jxb/ern360. PMID 19213723.
- Mathew, Brian (1986). George Maw and his monograph. The Kew Magazine. 3 (4): 186—189. JSTOR 45066517.
- Mohtashami, Leila; Amiri, Mohammad Sadegh; Ramezani, Mahin; Emami, Seyed Ahmad; Simal-Gandara, Jesus (November 2021). The genus Crocus L.: A review of ethnobotanical uses, phytochemistry and pharmacology. Industrial Crops and Products. 171: 113923. doi:10.1016/j.indcrop.2021.113923.
- Negbi, Moshe (May 1989). Theophrastus on geophytes. Botanical Journal of the Linnean Society. 100 (1): 15—43. doi:10.1111/j.1095-8339.1989.tb01708.x.
- Pastor-Férriz, Teresa; De-los-Mozos-Pascual, Marcelino; Renau-Morata, Begoña; Nebauer, Sergio G.; Sanchis, Enrique; Busconi, Matteo; Fernández, José-Antonio; Kamenetsky, Rina; Molina, Rosa V. (3 березня 2021). Ongoing Evolution in the Genus Crocus: Diversity of Flowering Strategies on the Way to Hysteranthy. Plants. 10 (3): 477. doi:10.3390/plants10030477. PMC 7999489. PMID 33802494.
- Rix, Alison (May 2008). George Maw, Joseph Hooker and the genus Crocus. Curtis's Botanical Magazine. 25 (2): 176—187. doi:10.1111/j.1467-8748.2008.00616.x.
- Rudall, Paula; Mathew, Brian (1990). Leaf Anatomy in Crocus (Iridaceae). Kew Bulletin. 45 (3): 535—544. Bibcode:1990KewBu..45..535R. doi:10.2307/4110516. JSTOR 4110516.
- Sharifi, G. (January 2010). Etymology, history and application of saffron (Crocus sativus l.) in ancient Iran. Acta Horticulturae (850): 309—314. doi:10.17660/ActaHortic.2010.850.53.
- Trakoli, Anna (16 червня 2021). Minoan Art, The 'Saffron Gatherers', c1650 BC. Occupational Medicine. 71 (3): 124—126. doi:10.1093/occmed/kqab019.
- Rana, Yudhvir (20 червня 2021). Himachal Pradesh set for commercial cultivation of saffron. The Times of India. Процитовано 13 січня 2022.

#### Філогенія та таксономія
- Angiosperm Phylogeny Group (1998). An ordinal classification for the families of flowering plants. Annals of the Missouri Botanical Garden. 85 (4): 531—553. doi:10.2307/2992015. JSTOR 2992015.
- Aghighiravan, Fatemeh; Shokrpour, Majid; Nazeri, Vahideh; Naghavi, Mohammad Reza (July 2019). Phylogenetic Assessment of Some Species of Crocus Genus Using DNA Barcoding. Journal of Genetic Resources. 5 (2). doi:10.22080/jgr.2019.2408.
- Çiftçi, Almila; Harpke, Doerte; Mollman, Rachel; Yildirim, Hasan; Erol, Osman (6 квітня 2020). Notes on Crocus L. Series Flavi Mathew (Iridaceae) and a new species with unique corm structure. Phytotaxa. 438 (2): 65—79. doi:10.11646/phytotaxa.438.2.1. S2CID 216439891.
- Goldblatt, Peter (1990). Phylogeny and classification of Iridaceae. Annals of the Missouri Botanical Garden. 77 (4): 607—627. doi:10.2307/2399667. JSTOR 2399667.
- Goldblatt, P. (2000). Phylogeny and Classificationof the Iridaceae and the Relationships of Iris. Annali di Botanica. 58: 13—28. ISSN 2239-3129.
- Goldblatt, Peter; Davies, Jonathan; Manning, John; van der Bank, Michelle; Savolainen, Vincent (2006). Phylogeny of Iridaceae Subfamily Crocoideae Based on a Combined Multigene Plastid DNA Analysis. Aliso. 22 (1): 399—411. doi:10.5642/aliso.20062201.32.
- Goldblatt, P.; Manning, J. C. (13 грудня 2011). Systematics of the southern African genus Ixia (Iridaceae). 3. Sections Hyalis and Morphixia. Bothalia. 41 (1): 83—134. doi:10.4102/abc.v41i1.35. S2CID 84534897.
- Harpke, Dörte; Meng, Shuchun; Rutten, Twan; Kerndorff, Helmut; Blattner, Frank R. (March 2013). Phylogeny of Crocus (Iridaceae) based on one chloroplast and two nuclear loci: Ancient hybridization and chromosome number evolution. Molecular Phylogenetics and Evolution. 66 (3): 617—627. Bibcode:2013MolPE..66..617H. doi:10.1016/j.ympev.2012.10.007. PMID 23123733.
- Harpke, Dörte; Peruzzi, Lorenzo; Kerndorff, Helmut; Karamplianis, Theophanis; Constantinidis, Theophanis; Ranđelović, Vladimir; Ranđelović, Novica; Jušković, Marina; Pasche, Erich; Blattner, Frank R. (2014). Phylogeny, geographic distribution, and new taxonomic circumscription of the Crocus reticulatus species group (Iridaceae). Turkish Journal of Botany. 38: 1182—1198. doi:10.3906/bot-1405-60.
- Harpke, Dörte; Carta, Angelino; Tomović, Gordana; Ranđelović, Vladimir; Ranđelović, Novica; Blattner, Frank R.; Peruzzi, Lorenzo (January 2015). Phylogeny, karyotype evolution and taxonomy of Crocus series Verni (Iridaceae). Plant Systematics and Evolution. 301 (1): 309—325. Bibcode:2015PSyEv.301..309H. doi:10.1007/s00606-014-1074-0. S2CID 18507508.
- Harpke, Dörte; Kerndorff, Helmut; Pasche, Erich; Peruzzi, Lorenzi (11 травня 2016). Neotypification of the name Crocus biflorus Mill. (Iridaceae) and its consequences in the taxonomy of the genus. Phytotaxa. 260 (2): 131—143. doi:10.11646/phytotaxa.260.2.3.
- Kerndorff, Helmut; Pasche, Erich; Harpke, Dörte (2014). Crocus isauricus Siehe ex BowleS (Liliiflorae, Iridaceae) and its relatives (PDF). Stapfia. 101: 3—18.
- Kerndorff, Helmut; Pasche, Erich; Harpke, Dörte (2015). The Genus Crocus (Liliiflorae, Iridaceae): Lifecycle, Morphology, Phenotypic Characteristics, and Taxonomical Relevant Parameters (PDF). Stapfia. 103: 27—65.
- Kerndorff, Helmut; Pasche, Erich; Harpke, Dörte (2015a). Crocus lyciotauricus Kerndorff & Pasche (Liliiflorae, Iridaceae) and its relatives (PDF). Stapfia. 103: 67—80.
- Kerndorff, Helmut; Pasche, Erich; Harpke, Dörte (2016). The Genus Crocus (Liliiflorae, Iridaceae): Taxonomical Problems and How to Determine a Species Nowadays? (PDF). Stapfia. 105: 42—5o.
- Mathew, Brian; Petersen, Gitte; Seberg, Ole (2009). A reassessment of Crocus based on molecular analysis. The Plantsman. New Series. 8 (1): 50—57.
- Nemati, Zahra; Blattner, Frank R.; Kerndorff, Helmut; Erol, Osman; Harpke, Dörte (October 2018). Phylogeny of the saffron-crocus species group, Crocus series Crocus (Iridaceae). Molecular Phylogenetics and Evolution. 127: 891—897. Bibcode:2018MolPE.127..891N. doi:10.1016/j.ympev.2018.06.036. PMID 29936028. S2CID 49409790.
- Peruzzi, Lorenzo; Carta, Angelino; Garbari, Fabio (22 жовтня 2013). Lectotypification of the name Crocus sativus var. vernus L. (Iridaceae) and its consequences within Crocus ser. Verni. Taxon. 62 (5): 1037—1040. doi:10.12705/625.7.
- Petersen, Gitte; Seberg, Ole; Thorsøe, Sarah; Jørgensen, Tina; Mathew, Brian (2008). A Phylogeny of the Genus Crocus (Iridaceae) Based on Sequence Data from Five Plastid Regions. Taxon. 57 (2): 487—499. doi:10.2307/25066017. JSTOR 25066017.
- Roma-Marzio, Francesco; Harpke, Doerte; Peruzzi, Lorenzo (9 травня 2018). Rediscovery of Crocus biflorus var. estriatus (Iridaceae) and its taxonomic characterisation. Italian Botanist. 6: 23—30. doi:10.3897/italianbotanist.6.28729. S2CID 91370762.
- Serviss, Brett E.; Peck, James H.; Benjamin, Kristen R. (2016). Crocus flavus: a new genus and species of non-native Iridaceae for the Arkansas (U.S.A.) flora. Journal of the Botanical Research Institute of Texas. 10 (2): 513—516. JSTOR 44858594.
- Yilmaz, Aykut (1 червня 2021). The Evaluations and Comparisons of Nuclear and Chloroplast DNA Regions Based on Species Identification and Phylogenetic Relationships of Crocus L. Taxa. Journal of the Institute of Science and Technology. 11 (2): 1504—1518. doi:10.21597/jist.791414. S2CID 234849841.

#### Novel taxa
- Harpke, Dörte; Kerndorff, Helmut; Raca, Irena; Pasche, Erich (23 вересня 2017). A New Serbian Endemic Species Of The Genus Crocus (Iridaceae). Biologica Nyssana. 8 (1): 7—13. doi:10.5281/zenodo.962907.
- Kerndorff, H; Pasche, E (31 липня 1997). Zwei bemerkenswerte Taxa des Crocus biflorus-Komplexes (Iridaceae) aus der Nordosttürkei [Two remarkable taxa of the Crocus biflorus complex (Iridaceae) from northeastern Turkey] (PDF). Linzer Biologische Beitraege (нім.) (1): 591—600.
- Kerndorff, H; Pasche, E (2011). Two new taxa of Crocus (Liliiflorae, Iridaceae) from Turkey (PDF). Stapfia. 95: 2—5.
- Kerndorff, H; Pasche, E; Harpke, D; Blattner, FR (2012). Seven New Species of Crocus (Liliiflorae, Iridaceae) from Turkey (PDF). Stapfia. 97: 3—16.
- Kerndorff, H; Pasche, E; Blattner, FR; Harpke, D (2013). Fourteen New Species of Crocus (Liliiflorae, Iridaceae) from West, South-West and South-Central Turkey (PDF). Stapfia. 99: 145—158.
- Miljković, Milica; Ranđelović, Vladimir; Harpke, Dörte (9 червня 2016). A new species of Crocus (Iridaceae) from southern Albania (SW Balkan Peninsula). Phytotaxa. 265 (1): 39—49. doi:10.11646/phytotaxa.265.1.3.
- Papanicolaou, K.; Zacharof, E. (17 січня 1980). Crocus in greece new taxa and chromosome numbers. Botaniska Notiser. 133 (2): 155—164.
- Peruzzi, Lorenzo; Carta, Angelino (February 2011). Crocus ilvensis sp. nov. (sect. Crocus, Iridaceae), endemic to Elba Island (Tuscan Archipelago, Italy). Nordic Journal of Botany. 29 (1): 6—13. doi:10.1111/j.1756-1051.2010.01023.x.
- Raca, Irena; Harpke, Dörte; Shuka, Lulëzim; Ranđelović, Vladimir (19 жовтня 2020). A new species of Crocus ser. Verni (Iridaceae) with 2 n = 12 chromosomes from the Balkans. Plant Biosystems. 156: 36—42. doi:10.1080/11263504.2020.1829735. S2CID 225006706.
- Ranđelović, Novica; Ranđelović, Vladimir; Hristovski, Nikola (April 2012). Crocus jablanicensis (Iridaceae), a new species from the Republic of Macedonia, Balkan Peninsula. Annales Botanici Fennici. 49 (1–2): 99—102. doi:10.5735/085.049.0116. ISSN 0003-3847. JSTOR 23728141. S2CID 84237883.
- Schneider, Ingo (2014). Crocus brachyfilus (Iridaceae), a new species from southern Turkey. Willdenowia. 44 (1): 45—50. doi:10.3372/wi.44.44107. ISSN 0511-9618. JSTOR 24750912. S2CID 86431711.

#### Історичні згадки
- Baker, John Gilbert (1874). A Classified Synonymic List of all the Known Crocuses, with their Native Countries, and References to the Works where they are Figured. Journal of the Royal Horticultural Society of London. 4 (14): 111—119.
- Curtis, William (1787). Crocus vernus. Curtis's Botanical Magazine. 2: T45.
- Haworth, Adrian (1820). On the Cultivation of Crocuses, with a short Account of the different Species known at present. February 7, 1809. Transactions of the Horticultural Society of London. M. Bulmer & Co. 1: 122—139.
- Herbert, William (1847). A History of the Species of Crocus. The Journal of the Horticultural Society of London. 2: 249—293.
- Sabine, Joseph (1830). An Account and Description of the Species and most remarkable Varieties of Spring Crocuses, cultivated in the Garden of the Horticultural Society. January 6, 1829. Transactions of the Horticultural Society of London. 7: III: 419–432, IV: 433–498.
- Sims, John (1803). Crocus susianus. Cloth of Gold Crocus. Curtis's Botanical Magazine. 18: T652.

### Сайти
- European Commission (2022). Krokos Kozanis PDO. Food, Farming, Fisheries: EU Quality Food and Drink. Процитовано 4 січня 2022.
- Elenco delle specie - Genere: Crocus - Famiglia: Iridaceae. Flora Italiana. 2022. Процитовано 5 січня 2022.
- Harris, Stephen (2022). Crocus species (Iridaceae). Oxford University Plants 400. Department of Plant Sciences, Oxford University. Процитовано 8 січня 2022.
- FIFA (14 грудня 2018). Emblem and match schedule for Poland 2019 unveiled. Tournaments. FIFA. Процитовано 14 січня 2022.
- Porcher, Michel H. (25 червня 2013). Sorting Crocus names. Multilingual Multiscript Plant Name Database. Department of Agriculture and Food Systems, Melbourne School of Land and Environment, University of Melbourne. Процитовано 22 січня 2022.
- Sözen, İbrahim (2022). The Country Of Crocuses. Crocusmania (тур.). Процитовано 23 січня 2022.
- Boland, Todd (20 вересня 2008). Crocus to Brighten the Spring Garden. Dave's Garden. Процитовано 23 січня 2022.
- NCBI (2022a). CID 5281233, Crocin. PubChem. Bethesda MD: National Library of Medicine. Процитовано 24 січня 2022.
- NCBI (2022b). CID 5281232, Crocetin. PubChem. Bethesda MD: National Library of Medicine. Процитовано 24 січня 2022.
- Distribution area of the genus Crocus subdivided into five different geographic regions (A-E). Molecular Phylogenetics and Evolution (Map). 66 (3): 617–627: Supplementary material. March 2013.

### Організації та колекції
- IBS. Crocus. International Bulb Society. Архів оригіналу за 3 вересня 2013. Процитовано 15 січня 2022.
- PBS (5 березня 2021). Crocus. Photographs and Information. Процитовано 21 січня 2022.
- Bowles (2022). Crocus Collection. E. A. Bowles of Myddelton House Society. Процитовано 23 січня 2022.
- Lonsdale, John. Crocus. The Lonsdale Collection. The Alpine Garden. Архів оригіналу за 25 лютого 2014. Процитовано 23 січня 2022.
- Lonsdale, John (2022). Crocuses. The Lonsdsale Garden. Edgewood Gardens. Процитовано 23 січня 2022.
- Goode, Tony (2022). Crocus Pages. Alpine Garden Society. Процитовано 23 січня 2022.

#### Бази даних флори
- Crocus. World Checklist of Selected Plant Families. Royal Botanic Gardens, Kew. Процитовано 4 січня 2022.
  - List of Crocus species
- Flora of China
  - Zhao, Yu-tang; Noltie, Henry J.; Mathew, Brian F. (2004). Crocus Linnaeus, Sp. Pl. 1: 36. 1753. с. 313. Процитовано 6 січня 2022., in Flora of China online vol. 24
  - Wencai, Wang; Bartholomew, Bruce (2004). Pulsatilla Miller, Gard. Dict. Abr., ed. 4. [1136]. 1754. с. 329. Процитовано 10 січня 2022., in Flora of China online vol. 6
- Ali, S. I.; Mathew, Brian (2011). Crocus L. Flora of Pakistan. Missouri Botanical Garden. Процитовано 7 січня 2022.
- GBIF. Crocus L. Процитовано 9 січня 2022.